# Cistanche violacea
Cistanche violacea är en snyltrotsväxtart som först beskrevs av René Louiche Desfontaines, och fick sitt nu gällande namn av Günther von Mannagetta und Lërchenau Beck. Cistanche violacea ingår i släktet Cistanche och familjen snyltrotsväxter. Inga underarter finns listade i Catalogue of Life.